# Delta del Danubio
El delta del Danubio (Delta Dunării en rumano, Дельта Дунаю, Delta Dunaiu en ucraniano), situado en Dobruja (Rumanía) y en la provincia de Odesa (Ucrania), ocupa una superficie de 3446 km².

## Geografía
El delta del Danubio es una región de marismas y pantanos deshabitados, atravesados por elevaciones arboladas. Todos los años, las tierras depositadas por el Danubio hacen crecer el delta unos 40 m. Por ello se trata de una estructura muy dinámica. Hace unos 2500 años, según cuenta el historiador griego Heródoto, el Danubio se dividía en 7 brazos al llegar a su desembocadura.
Cerca de Tulcea (Rumanía), el Danubio se divide en tres brazos principales antes de llegar al mar Negro —Chilia, Sulina y Sfântu Gheorghe (San Jorge)— pero muchos canales menores lo convierten en una región de cañaverales, zonas pantanosas y bosques, de los cuales algunos se inundan en primavera y otoño.
A unos 44 km del delta del río Danubio, río arriba, se encuentra la isla de las Serpientes, que actualmente pertenece a Ucrania pero es reclamada por Rumanía.
En 2004, Ucrania inauguró las obras del "Canal Bistroe", el cual facilitará una enlace navegable entre el Mar Negro y la parte ucraniana del delta del Danubio. Sin embargo, la Unión Europea solicitó a Ucrania que desistiera de proseguir con los trabajos debido a los graves daños que sufrirían los humedales del delta. Rumanía, más comprometida con la protección y conservación del delta, quiere llevar a Ucrania al Tribunal Internacional de Justicia de La Haya.

Evolución geomorfológica desde 2000 años

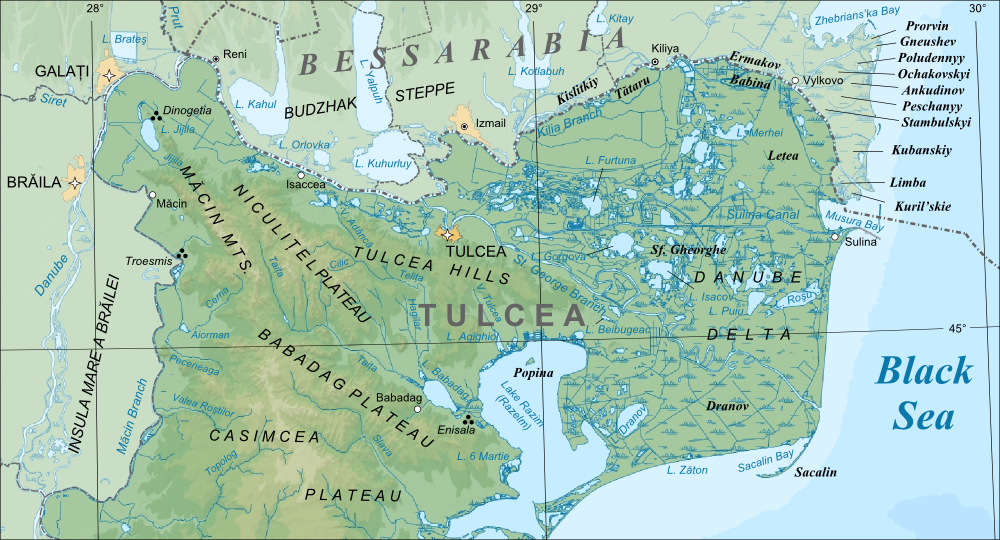
Mapa de 2010

Mapa interactivo del Delta de Danubio

## Naturaleza
El delta alberga más de 1200 especies de plantas, 320 especies de aves, así como más de 3400 especies de fauna dulceacuícola, incluidas unas 110 de peces, como el cuervo. Ya en 1974, más de la mitad del delta fue declarada "zona pantanosa de importancia internacional" y designada como Patrimonio de la Humanidad en 1991 en virtud del Convenio de Ramsar (oficialmente Convenio sobre Humedales de Importancia Internacional especialmente como Hábitat de Aves Acuáticas). Actualmente, el Delta del Danubio ha sido incluido en el listado de la Unesco de lugares calificados como Reserva de la Biosfera, con el nombre de Reserva de la Biosfera Transfronteriza del Delta del Danubio. Cuenta con unos 2733 km² de superficie estrictamente protegida repartida entre 18 zonas.

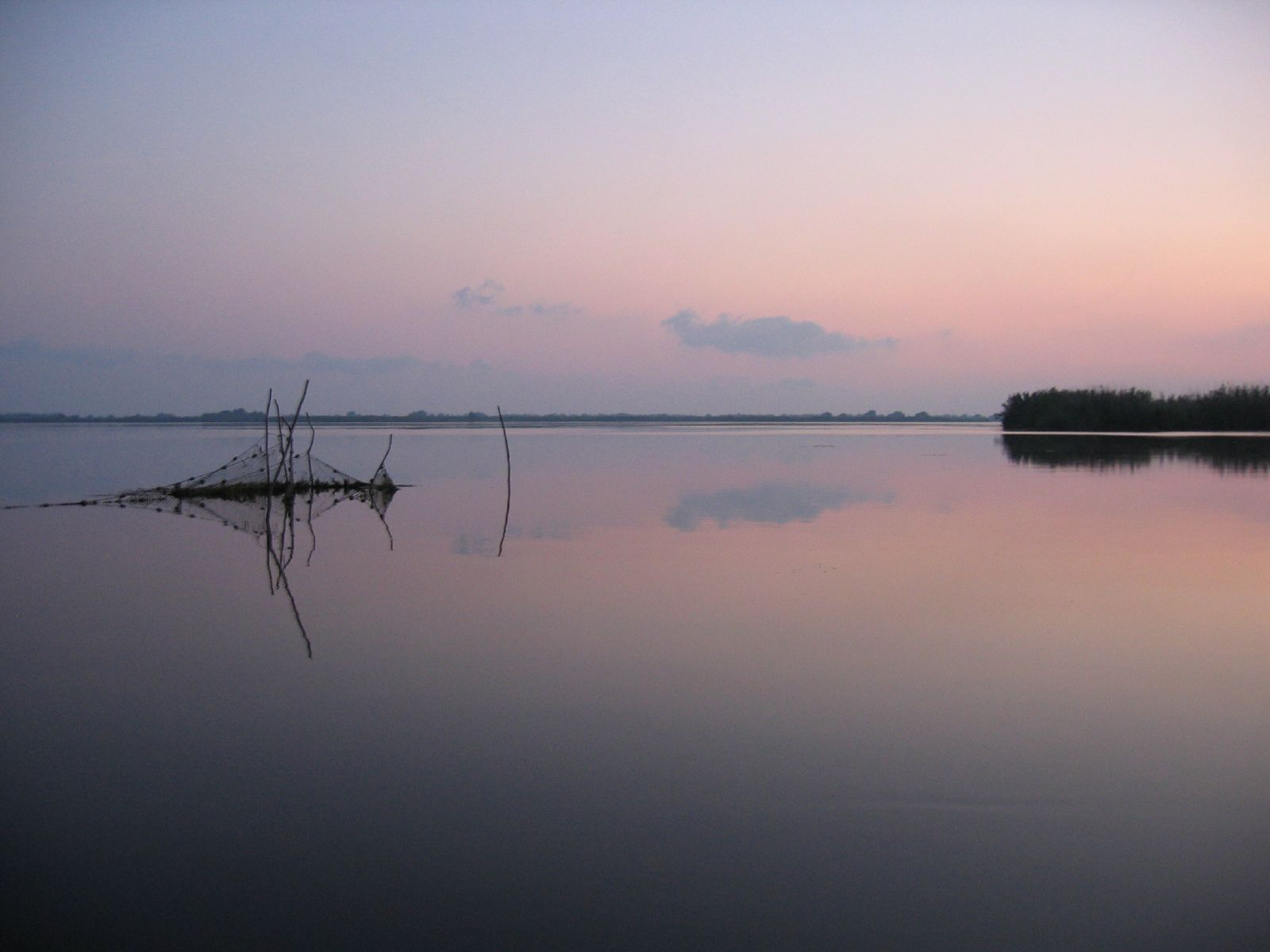
Paisaje del Delta del Danubio.

Es el lugar adonde millones de aves migratorias de diferentes lugares del mundo (de Europa, de África, Asia y del Mediterráneo) acuden para anidar.
La vegetación está dominada por formaciones de cañaverales y juncales, que cubren el 78 % de la superficie. Existen además saladares (6 %) y bosques de ribera, diferenciados según la frecuencia de su inundación, con saucedas permanentemente inundadas y choperas de inundación periódica. Existen bosques, como el de Letea, notables por las copas asimétricas de sus árboles, que incluyen robles (Quercus pedunculiflora y Q. robur), chopos (Populus tremula), olmos (Ulmus foliacea) y fresnos (Fraxinus angustifolia)también el rio se puede atravesar en barco o en catamarán

## Población
Unas 15.000 personas habitan en el delta del Danubio. La mayor parte vive de la pesca, para la que usan sus káyaks tradicionales hechos de madera. Entre ellos hay una comunidad de lipovanos, descendientes de los viejos creyentes, que salieron de Rusia en 1772 para evitar la persecución religiosa. El principal centro de esta comunidad en la parte ucraniana del delta es Vylkove.

## Historia
Durante la mayor parte de la Edad Moderna, el delta del Danubio estuvo en poder del Imperio otomano. A medida que el dominio otomano sobre los Balcanes aflojaba, el Imperio austrohúngaro y otras potencias europeas se movilizaron para impedir que el delta, al igual que otros territorios otomanos, cayera en manos del Imperio ruso.
El Tratado de París (1856), que ponía fin a la guerra de Crimea, estableció que una comisión internacional (Comisión Europea del Danubio) controlara el delta. Dicha comisión llevó a cabo una serie de trabajos en el delta y en el curso bajo del río, de forma que se vio favorecida la navegación por el río desde el mar Negro.
Tras el final de la Primera Guerra Mundial, el Tratado de Versalles (1919) confirmó la comisión internacional (al tiempo que otra era establecida para controlar el curso superior del Danubio). Durante la Segunda Guerra Mundial, las comisiones fueron abolidas por la Alemania nazi, que controló todo el curso del río desde 1940 hasta 1944.

## Galería

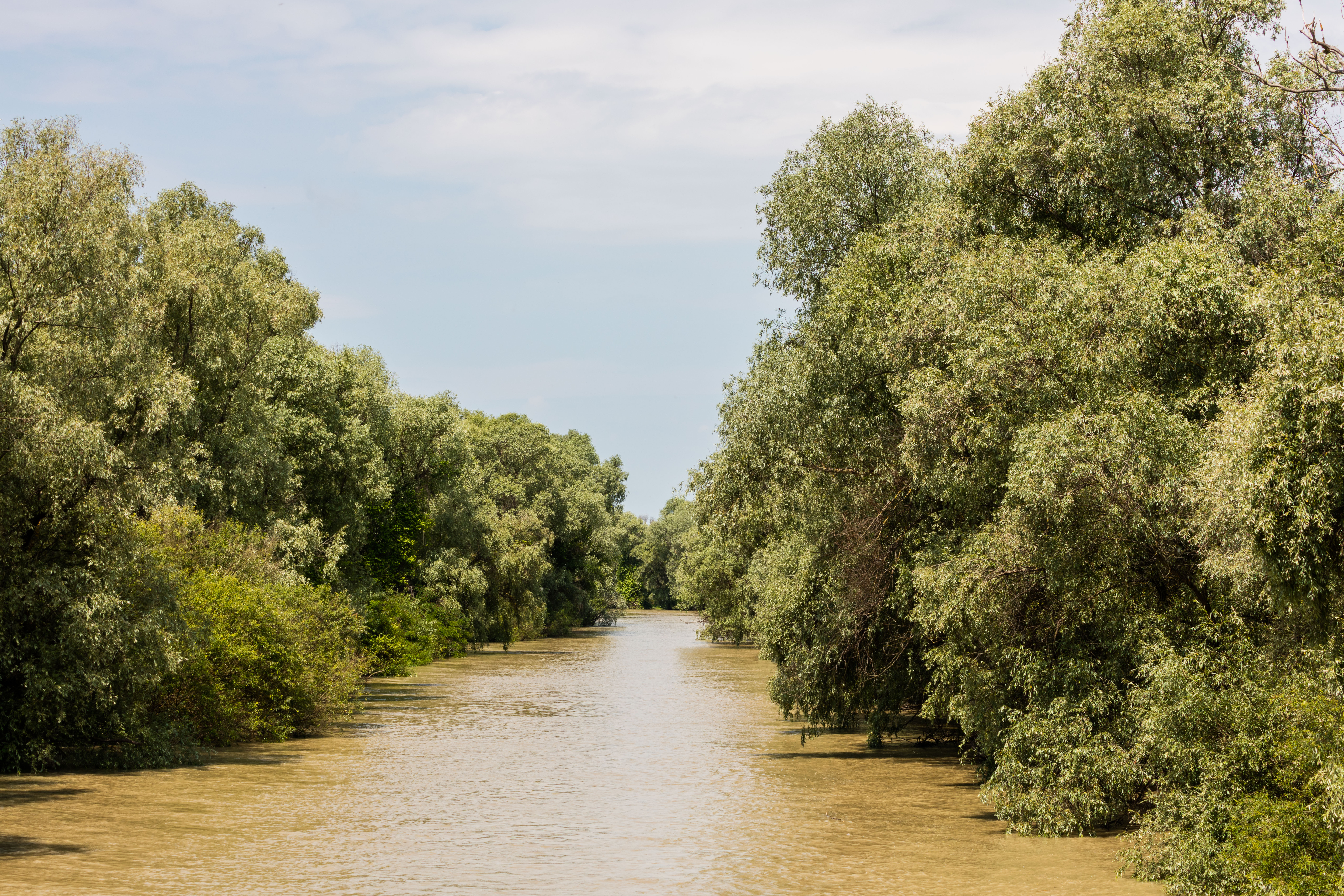
Canal del delta del Danubio.
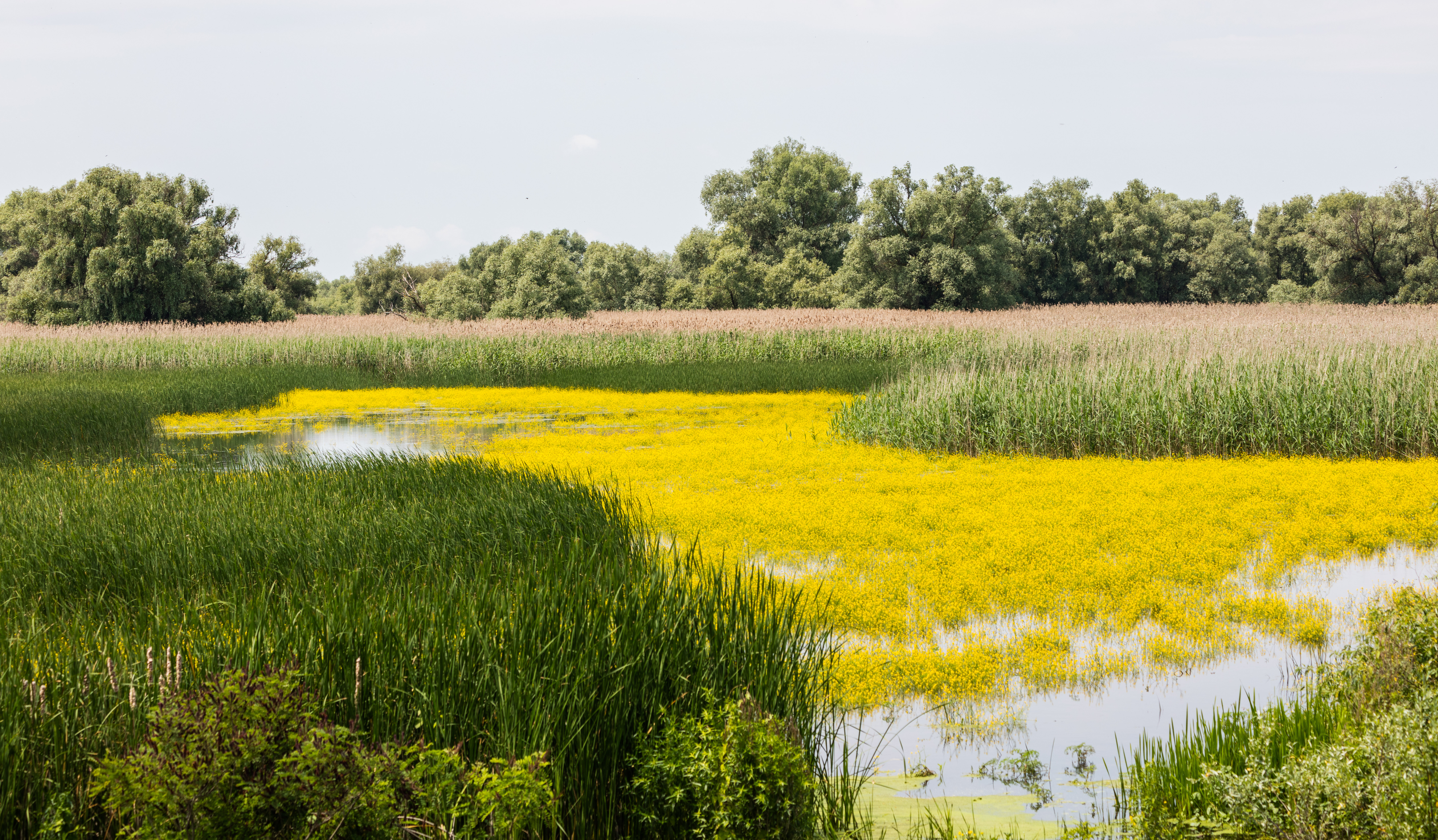
Paisaje en el delta.
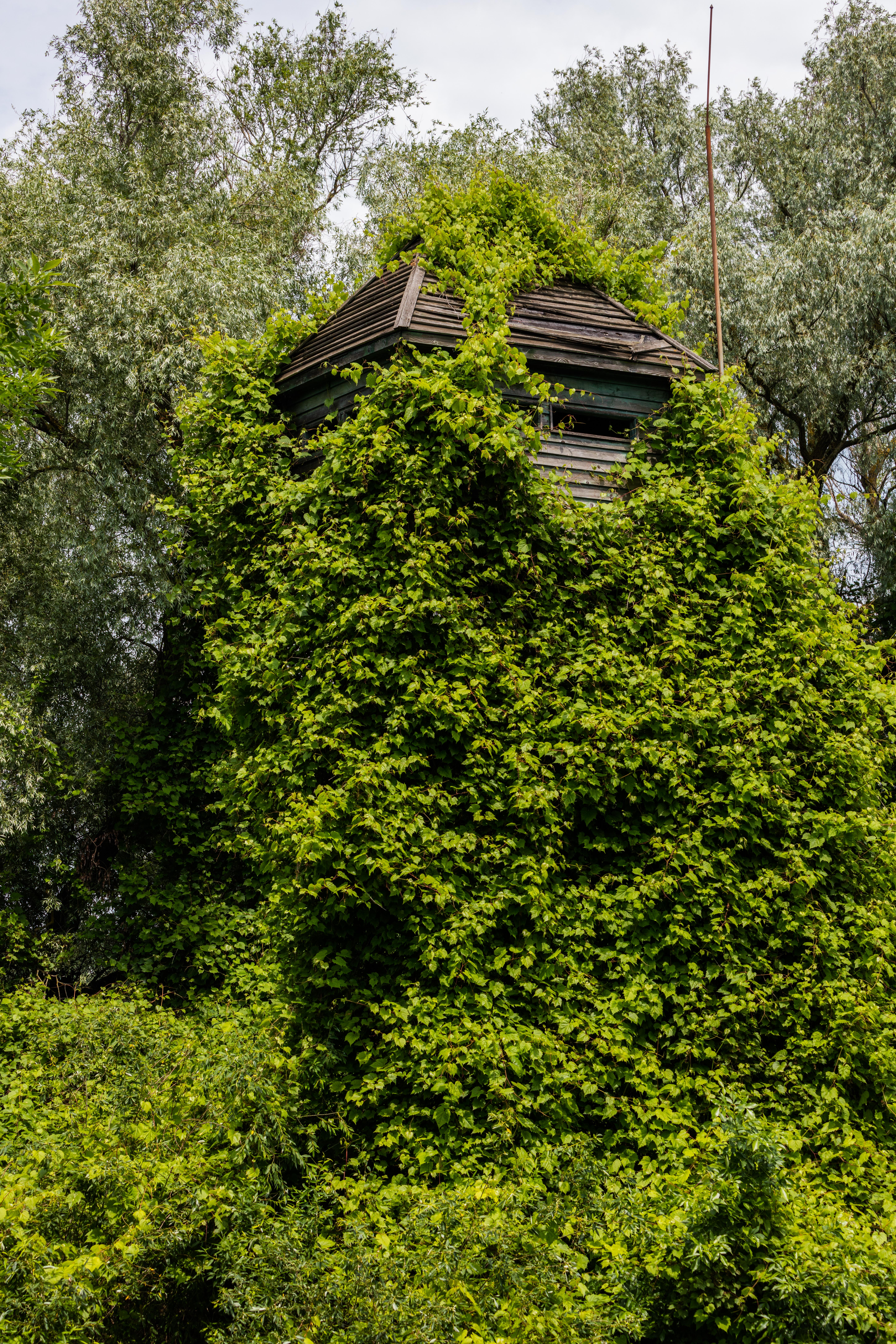
Torre de observación camuflada.
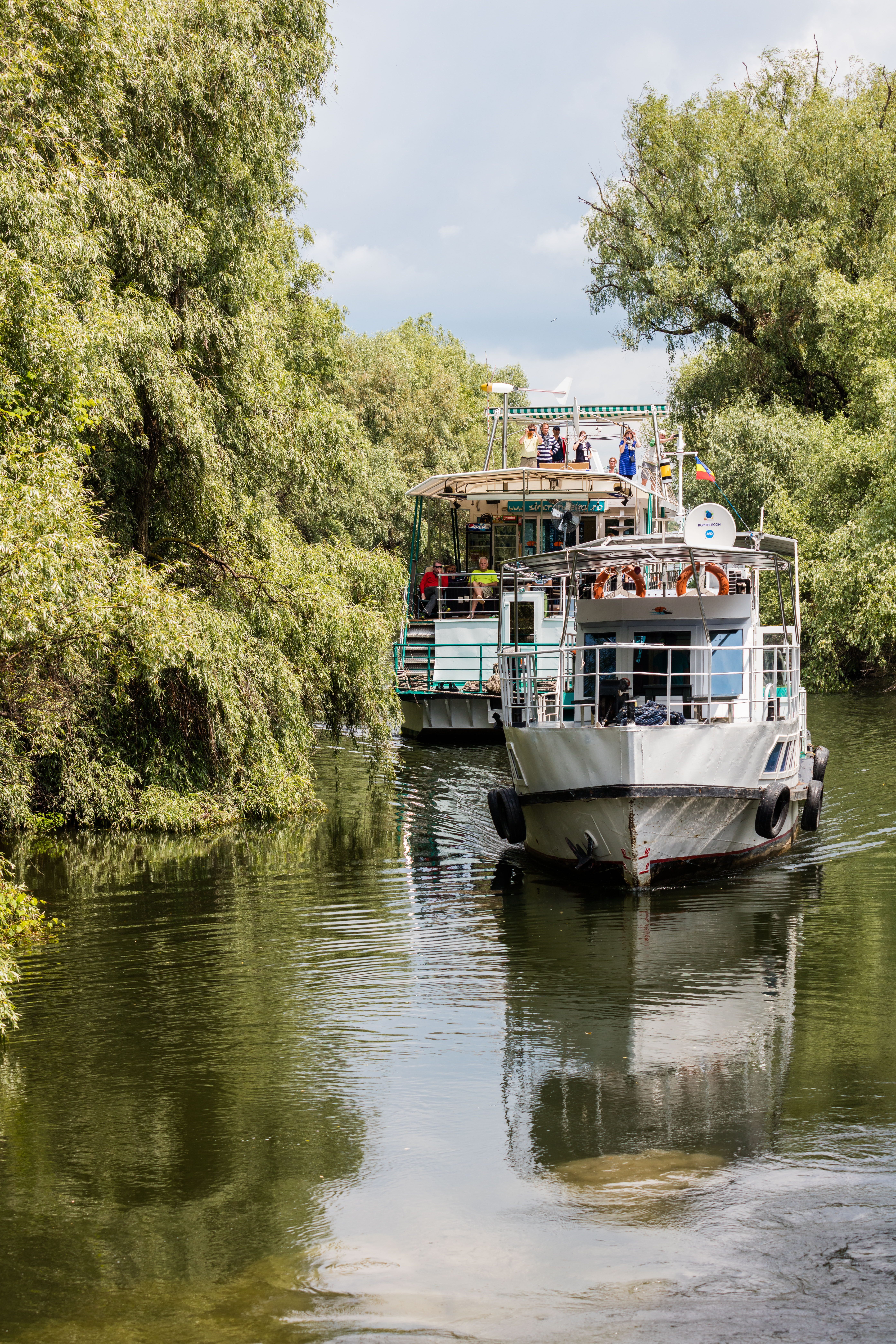
Navíos en el delta.
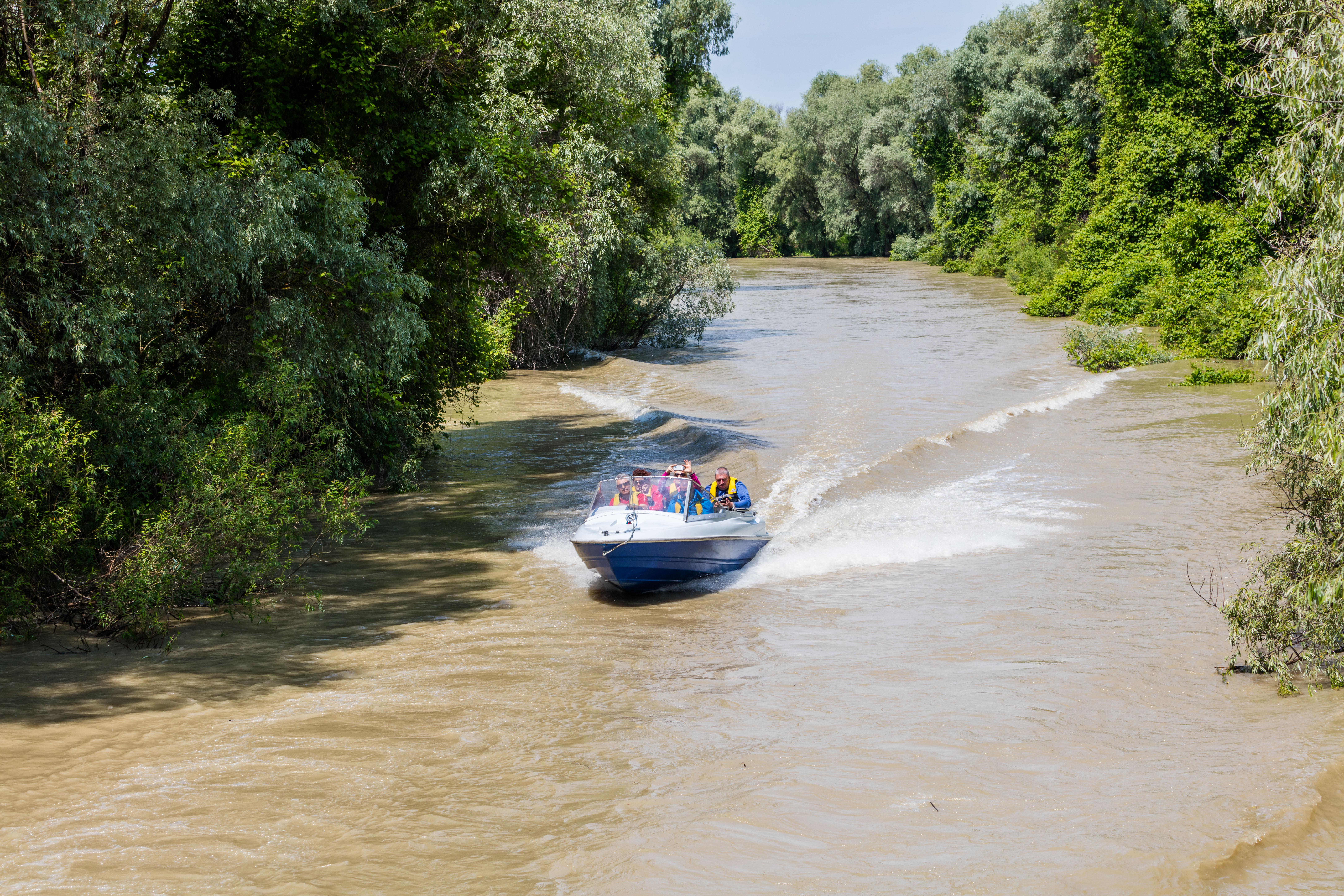
Lancha rápida en el delta.
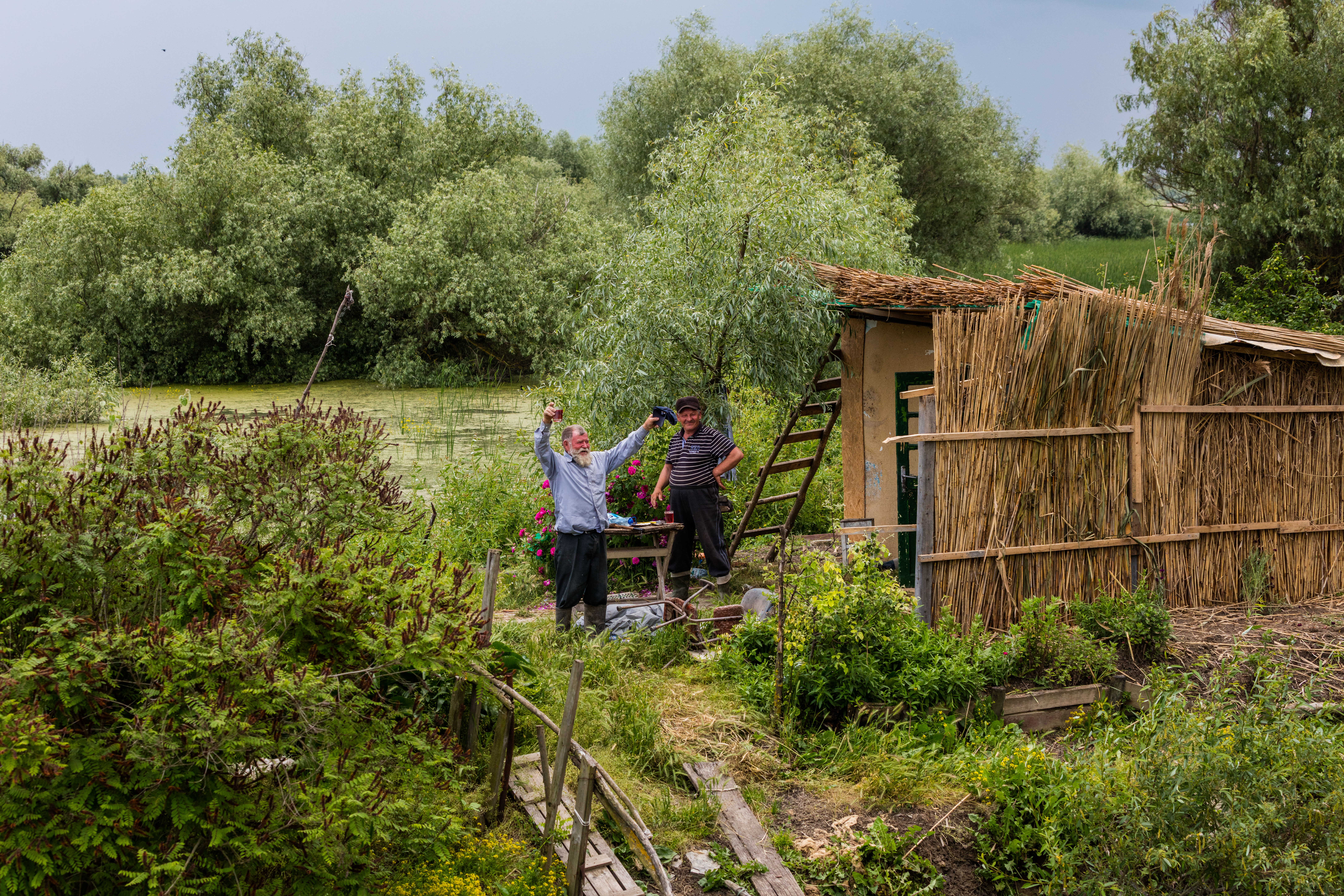
Cabaña en el delta.
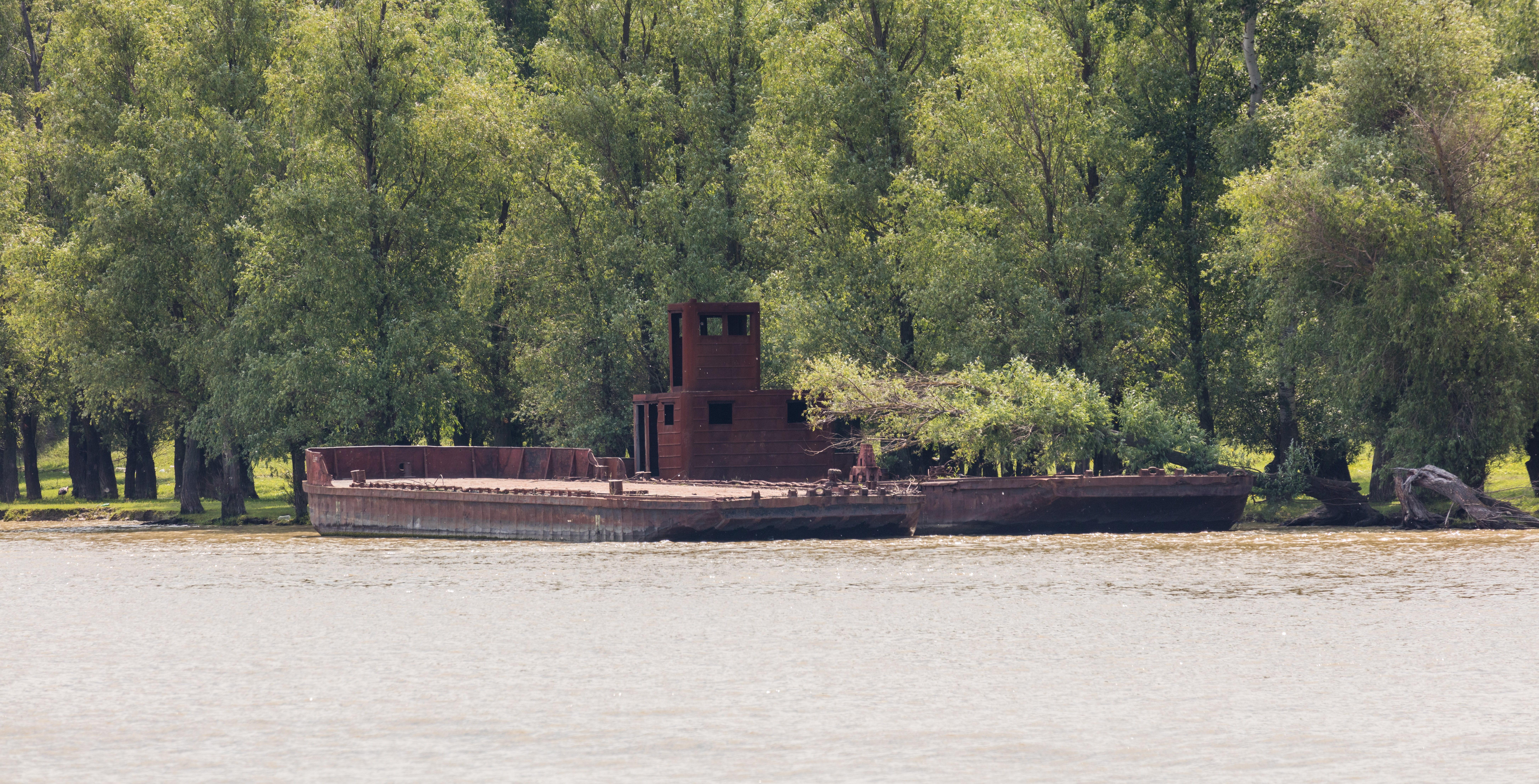
Navíos abandonados en el delta del Danubio, cerca de Tulcea.
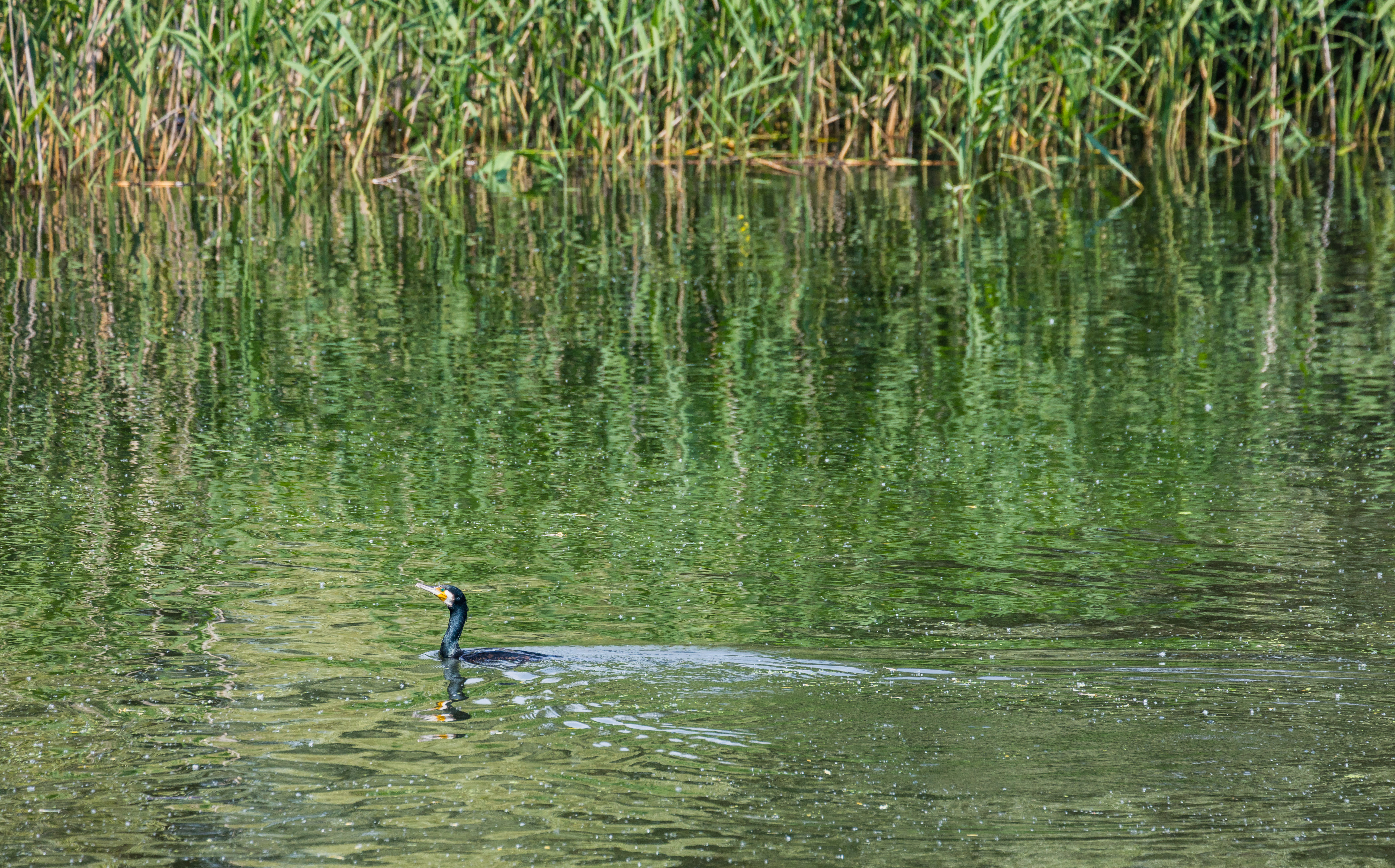
Cormorán grande (Phalacrocorax carbo).
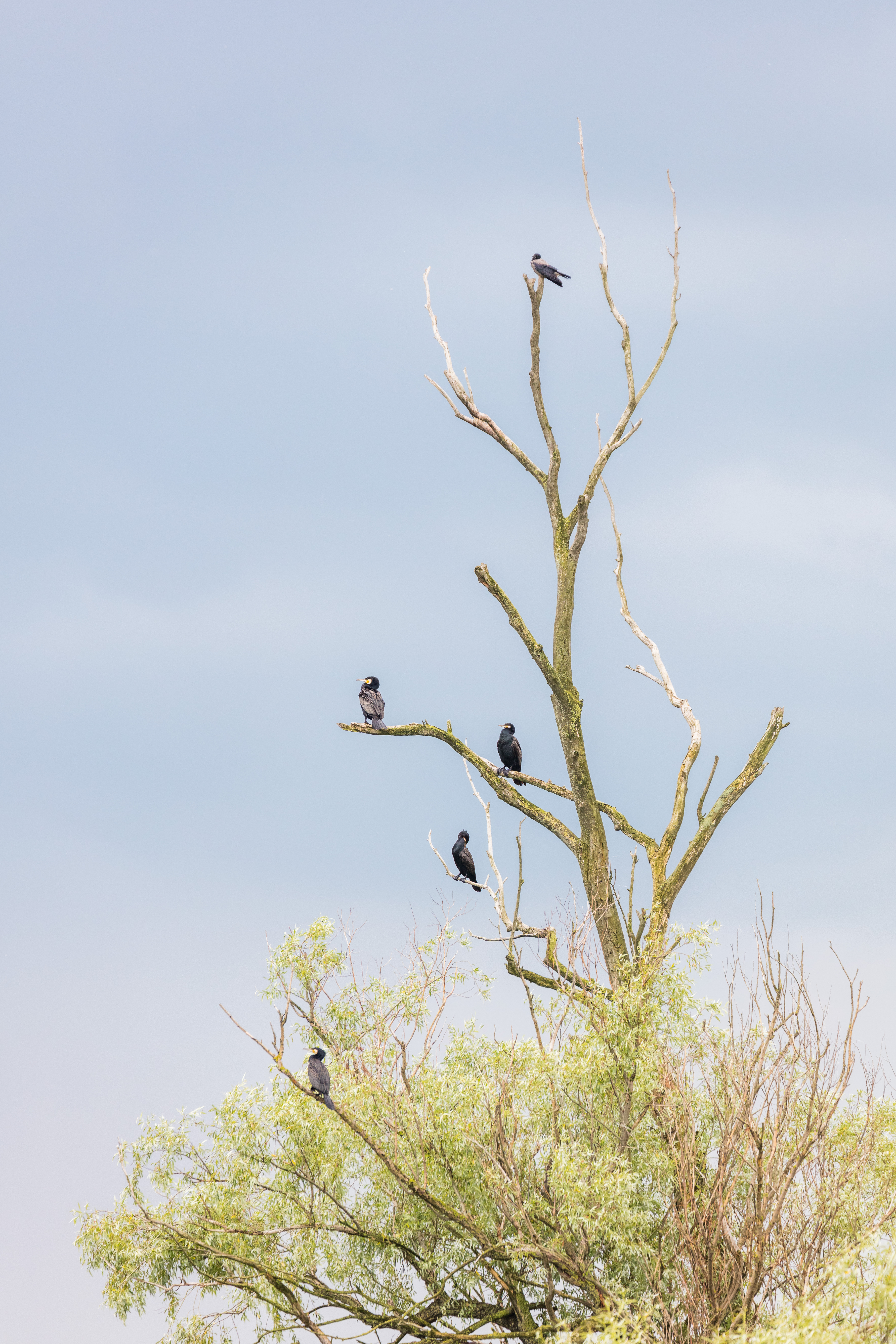
Cornejas grises (Corvus cornix).